# Who Came First
Who Came First es el primer álbum de estudio del músico británico Pete Townshend, publicado en octubre de 1972 por el sello Track Records en Reino Unido y por Decca en los Estados Unidos. El álbum recopila demos de la fallida ópera rock Lifehouse, parte de la cual derivó en la publicación de Who's Next. La publicación original incluyó un póster con fotos de Meher Baba extraídas de la película de Louis van Gasteren Beyond Words. El álbum alcanzó el puesto 30 en la lista de discos más vendidos del Reino Unido y el 69 en la lista estadounidense Billboard 200.

## Contenido
Antes de publicar Who Came First, Townshend participó con otros artistas en la grabación de dos álbumes tributo a Meher Baba, Happy Birthday e I Am. Ambos discos fueron distribuidos en pequeñas cantidades entre 1970 y 1972 en el Reino Unido. Poco después, Decca solicitó a Townshend distribuirlos en Estados Unidos, dado que ambos trabajos circulaban como grabaciones pirata. En lugar de reeditar ambos trabajos, Townshend decidió cambiar la lista de canciones para crear su primer álbum oficial en solitario.
Las canciones fueron grabadas en el estudio personal de Townshend. Dos de los temas, «Evolution» y «Forever's No Time at All», incluyeron contribuciones de Ronnie Lane y Billy Nicholls, mientras que «Content» apareció anteriormente en Happy Birthday y «Parvardigar» en I Am. Por otra parte, los demos de «Pure and Easy» y «Let's See Action» fueron grabados anteriormente por The Who para Lifehouse, pero no fueron publicados en Who's Next. Ambas versiones grabadas por el grupo fueron posteriormente publicadas: «Let's See Action» como sencillo en 1971, que alcanzó el puesto 16 en la lista UK Singles Chart, y «Pure and Easy» en el álbum Odds & Sods. 

## Publicación
Las primeras copias en el Reino Unido fueron publicadas por Track Records, y posteriormente reeditadas por Polydor Records después de que Track cerrase en 1978. Las primeras copias en los Estados Unidos fueron publicadas pro Decca Records, y reeditadas en 1973 por MCA Records. 
La primera edición en disco compacto fue publicada por Rykodisc en 1992, con seis temas extra. Una versión remasterizada fue publicada en 2006 por Hip-O Records, una división de Universal Music Group, con nueve temas extra, seis de los cuales aparecieron previamente en la reedición de Rykodisc. La versión de Hip-O incluye todas las canciones que Townshend tocó en el álbum Happy Birthday.

## Lista de canciones
| Cara A |                                                               |          |  |
| N.º    | Título                                                        | Duración |  |
| 1.     | «Pure and Easy»                                               | 5:32     |  |
| 2.     | «Evolution» (Ronnie Lane)                                     | 3:44     |  |
| 3.     | «Forever's No Time at All» (Billy Nicholls, Katie Mclnnerney) | 3:06     |  |
| 4.     | «(Nothing Is Everything) Let's See Action»                    | 6:25     |  |

| Cara B |                                                |          |  |
| N.º    | Título                                         | Duración |  |
| 5.     | «Time Is Passing»                              | 3:27     |  |
| 6.     | «There's A Heartache Following Me» (Ray Baker) | 3:23     |  |
| 7.     | «Sheraton Gibson»                              | 2:37     |  |
| 8.     | «Content» (Maud Kennedy, Townshend)            | 2:58     |  |
| 9.     | «Parvardigar» (Meher Baba, Townshend)          | 6:46     |  |

| Bonus tracks (reedición de 2006) |                                   |          |  |
| N.º                              | Título                            | Duración |  |
| 10.                              | «His Hands»                       | 2:11     |  |
| 11.                              | «The Seeker»                      | 4:34     |  |
| 12.                              | «Day of Silence»                  | 2:53     |  |
| 13.                              | «Sleeping Dog»                    | 2:59     |  |
| 14.                              | «The Love Man»                    | 4:59     |  |
| 15.                              | «Lantern Cabin»                   | 4:12     |  |
| 16.                              | «Mary Jane»                       | 2:35     |  |
| 17.                              | «I Always Say»                    | 5:50     |  |
| 18.                              | «Begin the Beguine» (Cole Porter) | 4:49     |  |

## Personal
- Pete Townshend: voz, guitarra, teclados, batería y percusión
- Ronnie Lane: voz y guitarra en «Evolution»
- Billy Nicholls: voz y guitarra en «Forever's No Time at All»
- Caleb Quaye: guitarra, bajo y percusión en «Forever's No Time at All»